# Eopsaltria
Eopsaltria là một chi chim trong họ Petroicidae.
Tên của chi này có nguồn gốc từ tiếng Hy Lạp cổ đại nghĩa là "tiếng hót bình minh" vì tiếng hót của chúng. Chúng là loài chim tò mò và dạn dĩ, và đã được ghi nhận là đậu trên vai hoặc ủng của những người trong bụi rậm. Rừng cây bạch đàn mở là môi trường sống ưa thích của chúng.

## Các loài

### Loài còn tồn tại
Có 2 loài 
- Eopsaltria australis (White, 1790) - Duyên hải và cận duyên hải phía đông Úc
- Eopsaltria griseogularis (Gould, 1838) - Tây Nam Tây Úc

### Trước kia đặt vào chi này
Trước đây, một số phân loại cũng coi các loài (hoặc loài phụ) sau đây là loài trong chi Eopsaltria:
- Eopsaltria sudestensis[3]
- Eopsaltria cucullata[4]
- Eopsaltria melanops[5]
- Eopsaltria flavifrons[6]
- Eopsaltria georgiana[7]